# Artère hépatique commune

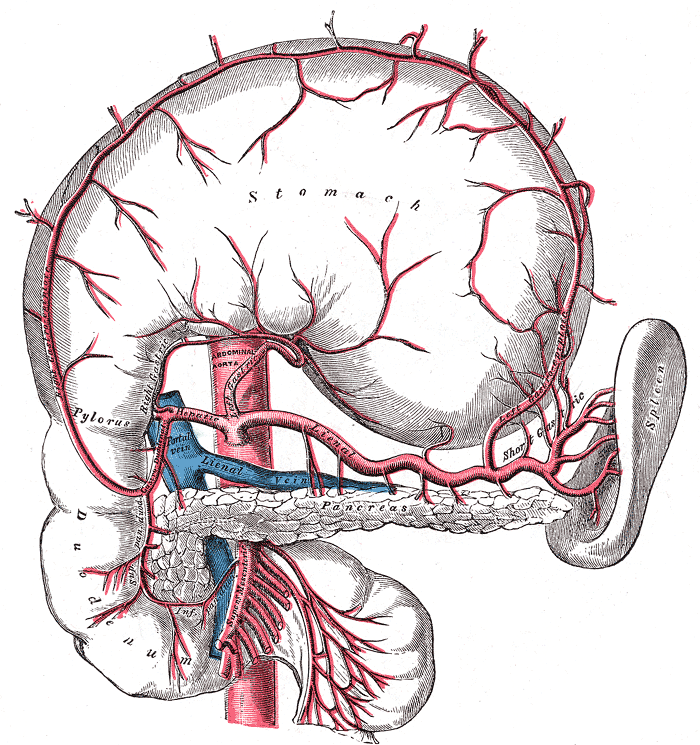
Lartère hépatique commune et sa branche de division gastroduodénale.

Pour les articles homonymes, voir Artère hépatique.
L'artère hépatique commune (ou artère gastro-hépatique droite ou artère hépatique cœliaque ou simplement artère hépatique) est une artère systémique de l'abdomen qui vascularise le foie, les voies biliaires, une partie du duodénum, une partie du pancréas et une partie de l'estomac.

## Origine
L'artère hépatique commune est une des trois branches de la division au niveau de la douzième vertèbre thoracique du tronc cœliaque avec l'artère gastrique gauche et l'artère splénique.

## Trajet
L'artère hépatique commune se dirige horizontalement vers la droite à presque 90° du trajet du tronc cœliaque en passant devant la veine porte..

## Terminaison
L'artère hépatique commune se termine en se divisant en deux branches :
- l'artère hépatique propre qui vascularise le foie et les voies biliaires, ainsi qu'une partie de l'estomac,
- l'artère gastro-duodénale qui vascularise une partie de l'estomac, du duodénum et du pancréas.

## Variations anatomiques
L'artère gastrique droite peut naître de l'artère hépatique commune avant sa division terminale.
L'artère hépatique commune peut se terminer en trifurcation dans 6 % des cas en artère gastro-duodénale et en l'équivalent des rameaux droit et gauche de l'artère hépatique propre.
Le rameau droit de l'artère hépatique propre peut devenir l'artère hépatique droite aberrante en naissant de l'artère mésentérique supérieure dans 12 % des cas et le rameau gauche devenir l'artère hépatique gauche aberrante en naissant de l'artère gastrique gauche dans 24 % des cas.

## Zone de vascularisation
L'artère hépatique commune vascularise le foie via l'artère hépatique propre et les voies biliaires via l'artère cystique, ainsi que le duodénum proximal, la tête du pancréas et le pylore gastrique via l'artère gastro-duodénale.

## Aspect clinique
Le repérage des variations anatomiques vasculaires est important lors des interventions chirurgicales dans la région.